# Martinus Osendarp

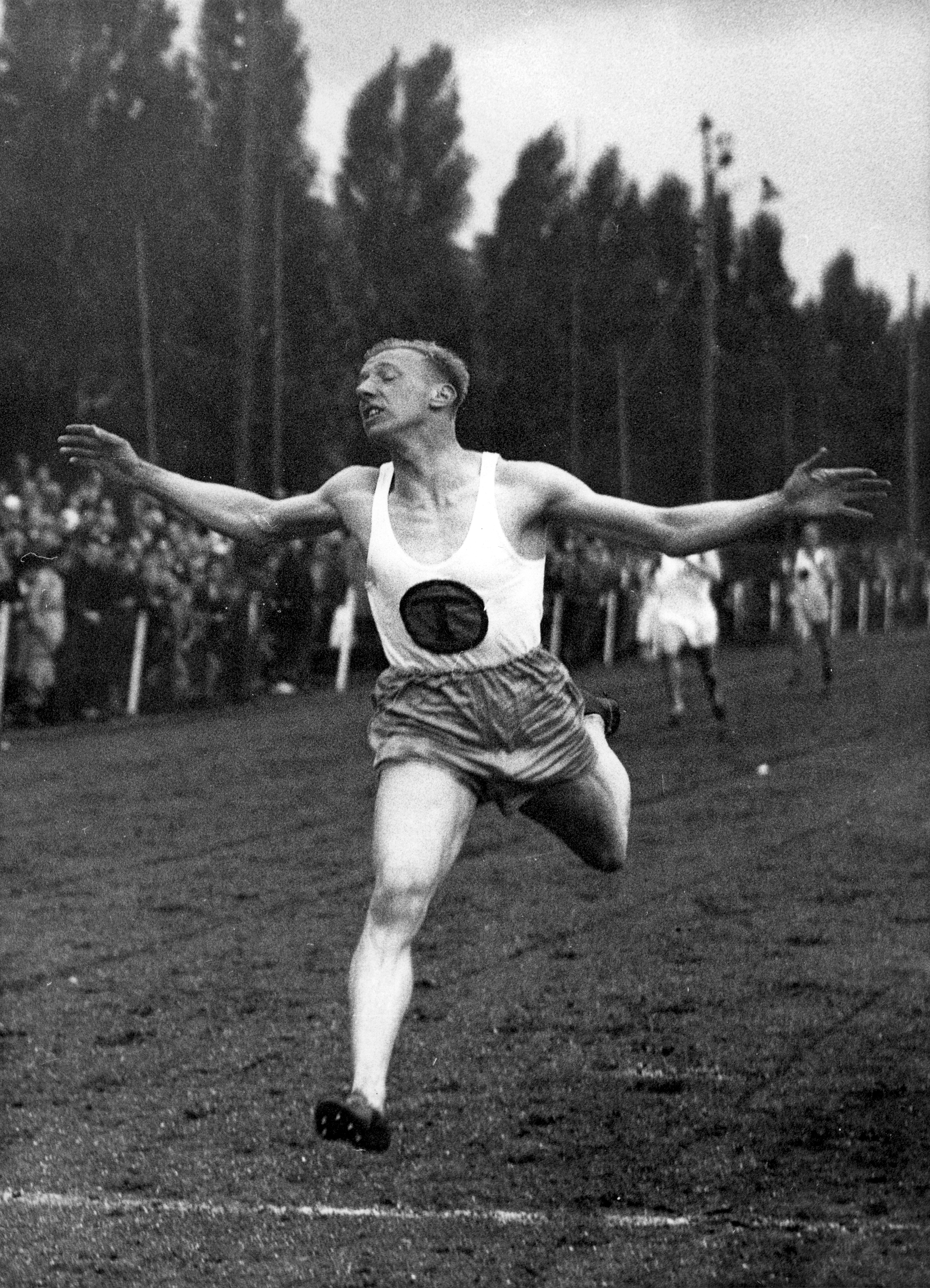
Tinus Osendarp 1936

Martinus Bernardus (Tinus) Osendarp (* 21. Mai 1916 in Delft; † 20. Juni 2002 in Heerlen) war ein niederländischer Leichtathlet und Olympiateilnehmer.

## Leben
Osendarp gewann bei den XI. Olympischen Spielen 1936 in Berlin die Bronzemedaille im 100-Meter-Lauf hinter den beiden US-Amerikanern Jesse Owens (Gold) und Ralph Metcalfe (Silber) und die Bronzemedaille im 200-Meter-Lauf wieder hinter Jesse Owens (Gold) und dem US-Amerikaner Mack Robinson (Silber). Eine weitere mögliche Medaille verschenkte er im 4-mal-100-Meter-Staffellauf, als er an zweiter Stelle liegend, bei der Übergabe den Stab verlor.
Zwei weitere Goldmedaillen gewann er bei den Europameisterschaften 1938 jeweils über 100 und 200 Meter die Goldmedaille, bei den Europameisterschaften 1934 zwei Bronzemedaillen (100 Meter, 4-mal-100-Meter-Staffel).
Als Polizist wurde er während der Besetzung der Niederlande durch das deutsche Militär im Zweiten Weltkrieg Mitglied des deutschen Geheimdienstes und später der niederländischen Nationalsozialistischen Partei und der SS. 1948 wurde er als Kriegsverbrecher verurteilt und 1952 wieder in Freiheit gelassen. Nach seiner Freilassung zog er nach Limburg und arbeitete als Bergmann in den Kohleminen.